# Ostasiatische Maulwürfe
Die Ostasiatischen Maulwürfe (Mogera) sind eine Säugetiergattung aus der Familie der Maulwürfe (Talpidae). Die Gattung umfasst neun Arten, die im östlichen und südöstlichen Asien sowohl auf dem Festland als auch auf der Inselwelt Japans leben. Es handelt sich um mittelgroße bis große Vertreter der Maulwürfe. Im äußeren Erscheinungsbild gleichen sie den Eurasischen Maulwürfen. Wie diese besitzen sie einen zylindrischen Körper, einen kurzen Hals und grabschaufelartige Vorderbeine. Allerdings weisen sie einen relativ kurzen und zumeist dicken Schwanz auf. Das Fell ist in verschiedenen Grau- und Braun- sowie mitunter in Schwarztönen gehalten. Im Gegensatz zu den Eurasischen Maulwürfen und auch zu den teils sympatrisch vorkommenden Südostasiatischen Maulwürfen ist das Gebiss leicht reduziert und besteht aus nur 42 Zähnen, wobei nicht eindeutig beantwortet ist, welcher Zahn zurückgebildet wurde. Die Lebensweise der Tiere gilt als bisher nur ungenügend erforscht, allenfalls liegt für einzelne Arten umfangreicheres Datenmaterial vor. Sie leben unterirdisch in selbst gegrabenen Gängen und Tunneln. In diesen legen sie Nester aus Pflanzenmaterial an. Als Nahrung dienen Regenwürmer und Insekten. Nachwuchs kommt ein- oder zweimal im Jahr zur Welt. Die Lebensräume der Ostasiatischen Maulwürfe bestehen aus Wäldern, Wiesen und kultivierten Flächen in Tief- und Hochlandlagen. Wissenschaftlich eingeführt wurde die Gattung im Jahr 1848. In der Mitte des 20. Jahrhunderts wurden ihre Angehörigen teilweise den Eurasischen Maulwürfen zugeordnet. Fossilfunde sind selten, die ältesten Nachweise datieren in das Mittelpleistozän. Ein Teil der Arten ist in ihrem Bestand bedroht.

## Merkmale

### Habitus

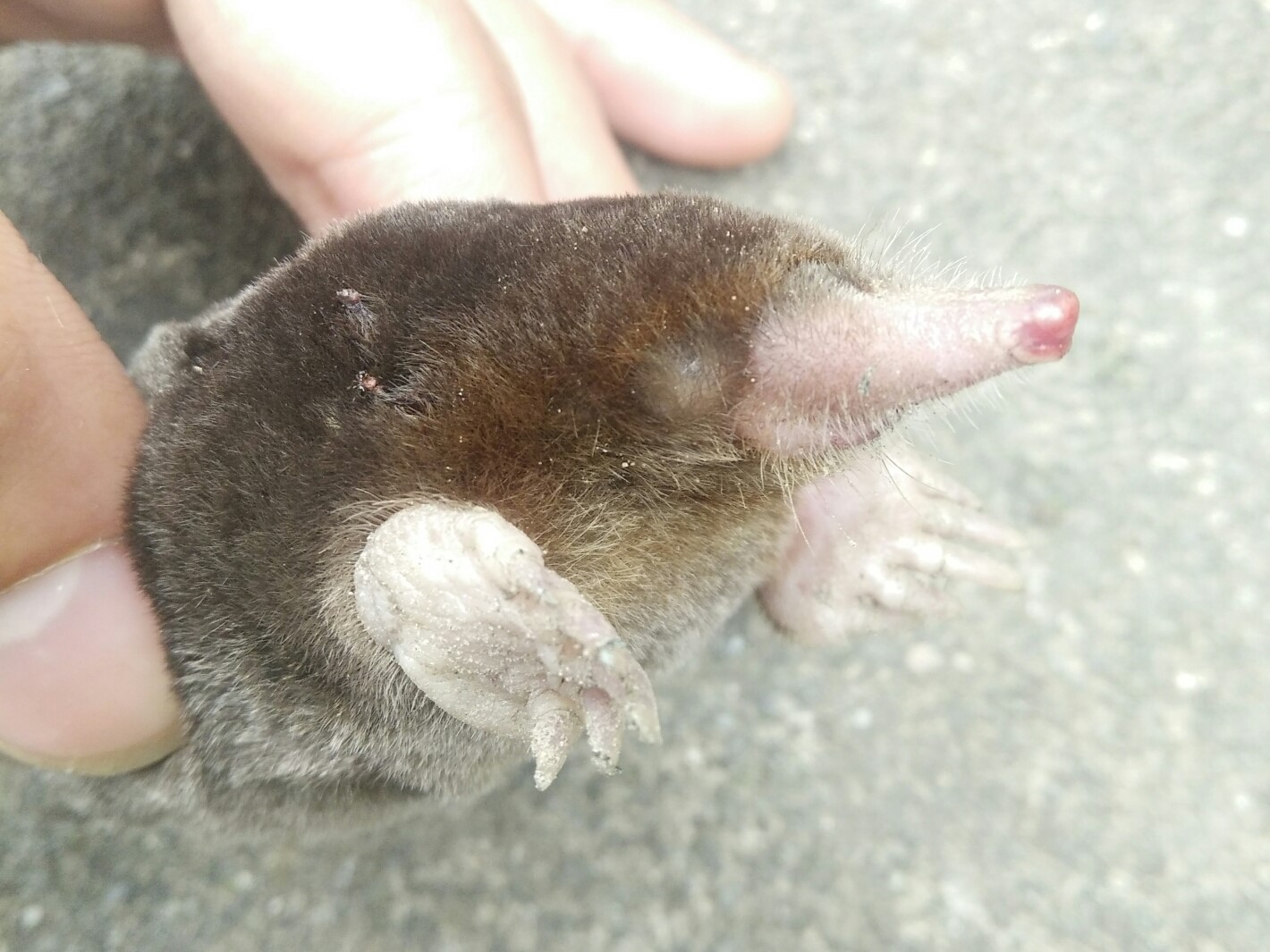
Kano-Maulwurf (Mogera kanoana)

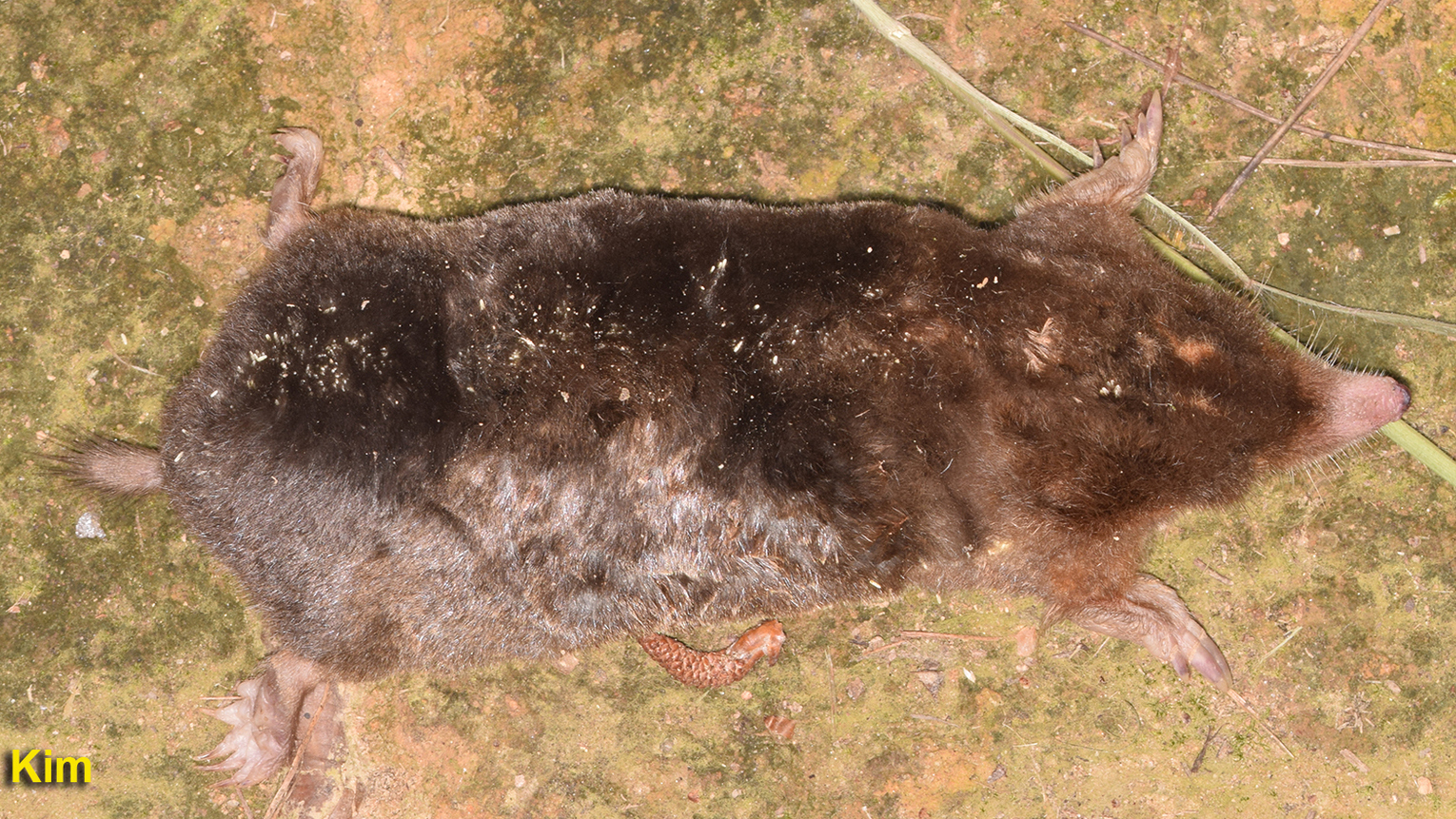
Ussuri-Maulwurf (Mogera robusta)

Die Ostasiatischen Maulwürfe sind mittelgroße bis große Vertreter der Maulwürfe. Ihre Kopf-Rumpf-Länge variiert von 11,3 bis 14,0 cm bei kleinen Arten wie dem La-Touche-Maulwurf (Mogera latouchei), dem Kano-Maulwurf (Mogera kanoana) oder dem Chinesischen Inselmaulwurf (Mogera insularis) bis hin zu 14,7 bis 18,0 cm bei großen Arten wie dem Japanischen Maulwurf (Mogera wogura), dem Echigo-Maulwurf (Mogera etigo) oder dem Ussuri-Maulwurf (Mogera robusta). Entsprechend liegt das Gewicht bei 24 bis 73 g beziehungsweise bei 95 bis 178 g. Der Schwanz kann 0,7 bis 3,0 cm lang werden. Im Verhältnis zur Länge des restlichen Körpers erreicht er bei eher kurzschwänzigen Arten wie dem Kano-Maulwurf und dem Chinesischen Inselmaulwurf nur durchschnittlich 7,1 bis 9,1 %, bei langschwänzigeren Arten wie dem Echigo-Maulwurf und dem Sado-Maulwurf (Mogera tokudae) 15,8 bis 18,1 %. In der Regel ist der Schwanz dick und kürzer als der Hinterfuß, nur bei den langschwänzigeren Arten übertrifft die Schwanzlänge die Hinterfußlänge, welche insgesamt 1,4 bis 2,4 cm beträgt. Äußerlich haben die Ostasiatischen Maulwürfe den typischen Körperbau der Eigentlichen Maulwürfe (Talpini). Ihr Körper ist walzen- bis zylinderförmig, der Hals kurz und die Vordergliedmaßen sind zu Grabwerkzeugen umgebildet sowie nach außen gedreht. Das dichte Fell zeigt sich häufig dunkelgrau oder braun bis schwarz gefärbt, der Schwanz ist nur spärlich behaart. Es besteht weitgehend aus Wollhaaren. Leithaare kommen vor, sind aber mit einem Anteil von 0,4 bis 0,9 % eher spärlich verteilt. Die Schnauze spitzt sich nach vorn zu, auf der Rückseite besteht jeweils ein nackter Fleck. Der Nasenspiegel ist nach vorn gerichtet. Der Penis besitzt eine kurze und dicke Eichel, was eher den Südostasiatischen Maulwürfen (Euroscaptor) entspricht, aber von der langschmalen Form bei den Eurasischen Maulwürfen (Talpa) abweicht. Weibchen haben in der Regel vier Zitzenpaare. Von denen sitzen entweder ein oder zwei in der Brust-, ebenfalls ein oder zwei in der Bauch- und eins in der Leistengegend.

### Schädel- und Gebissmerkmale
Im Schädelbau bestehen kaum Unterschiede zu den anderen Vertretern der Eigentlichen Maulwürfe. Er zeigt sich langgestreckt mit schlank entwickelten Jochbögen. Allerdings ist bei den Ostasiatischen Maulwürfen die Zwischenaugenregion eher schlank und der Hirnschädel kleiner als im Vergleich zu den Südostasiatischen Maulwürfen. Ein auffallender Unterschied findet sich im Gebiss, das bei den Ostasiatischen Maulwürfen leicht reduziert ist. Die Zahnanzahl beträgt dementsprechend 42 gegenüber 44 bei den Südostasiatischen Maulwürfen und den Eurasischen Maulwürfen. Häufig wird die Zahnformel mit {\displaystyle {\frac {3.1.4.3}{2.1.4.3}}} angegeben, so dass im Unterkiefer der letzte Schneidezahn fehlt. Eine davon abweichende Zahnformel mit {\displaystyle {\frac {3.1.4.3}{3.0.4.3}}} geht von einem zurückgebildeten unteren Eckzahn aus. Grund für die voneinander abweichende Angabe ist die uniforme Ausprägung der vorderen unteren Zähne bei den Eigentlichen Maulwürfen. Dadurch entspricht der Eckzahn äußerlich und funktional einem Schneidezahn, er ist also incisiviform gestaltet. Der obere Eckzahn hingegen weist eine vergrößerte, spitze und somit eine für diesen Zahn typische Gestalt auf. Mit ihm stimmt weitgehend der erste untere Prämolar überein, womit dieser caniniform ist. Lediglich beim Ryukyu-Maulwurf (Mogera uchidai) wurde ein Gebiss bestehend aus nur 38 Zähnen gemeldet. Hier fehlten der jeweils zweite obere und untere Prämolar. Die Art ist allerdings nur von einem Exemplar bekannt, so dass nicht gesagt werden kann, ob es sich um einen Normalzustand beim Ryukyu-Maulwurf handelt. Andere Vertreter der Ostasiatischen Maulwürfe weisen teils einen hohen Anteil an Oligodontie auf, die zumeist den Bereich der Prämolaren betrifft und nicht ausgebildete und überzählige Zähne einschließt. Häufig fehlt hierbei der zweite Prämolar, der bei allen Eigentlichen Maulwürfen insgesamt deutlich kleiner ausgeprägt ist und so eine Tendenz zur Reduktion zeigt. Die Molaren kennzeichnen sich durch spitze Höckerchen auf der Kauoberfläche, die über eine dilambdodonte (W-förmige) Zahnschmelzleiste miteinander verbunden sind.

### Skelettmerkmale
Die Ostasiatischen Maulwürfe besitzen ein sogenanntes mogerides Becken. Hierbei ist die Öffnung des vierten und fünften Kreuzbeinwirbels hinten von einer Knochenbrücke überdeckt. Dies weicht vom caecoidalen Becken der Südostasiatischen Maulwürfe beziehungsweise vom caecoidalen und europaeoidalen Becken der Eurasischen Maulwürfe ab. Bei letzterem, benannt nach dem Europäischen Maulwurf (Talpa europaea), ist nur die Öffnung des vierten Kreuzbeinwirbels durch eine Knochenbrücke überspannt, bei ersterem, benannt nach dem Blindmaulwurf (Talpa caeca), fehlt die Brücke.

### Eimersches Organ
Wie bei den Eurasischen Maulwürfen wird die unbehaarte Nase von buckelartigen Aufwölbungen oder Papillen bedeckt, die bienenwabenartig angeordnet sind. Ihr Durchmesser beträgt jeweils 60 bis 100 μm, der höchste Abschnitt wird von einer Scheibe markiert. Es handelt sich um die Rezeptoren des Eimerschen Organs, in die jeweils Nervenbahnen enden und wodurch ein sehr feinfühliges Tastwerkzeug entsteht. Ihre Anzahl entspricht der, die bei den Eurasischen Maulwürfen festgestellt wurde, bei denen es gut 2200 sind. Ebenso verteilen sich die Buckel auf mehrere Bereiche um die Nasenlöcher, die aber nicht so deutlich voneinander abgetrennt sind wie bei den erstgenannten. Bisher belegt wurden sie beim Japanischen Maulwurf und beim Kleinen Japanischen Maulwurf (Mogera imaizumii).

### Genetische Merkmale
Der diploide Chromosomensatz der Ostasiatischen Maulwürfe variiert von 2n = 30 beim La-Touche-Maulwurf über 2n = 32 bei den beiden taiwanesischen Vertretern, dem Chinesischen Inselmaulwurf und dem Kano-Maulwurf, bis hin zu 2n =36 bei den verschiedenen Maulwürfen der japanischen Inselwelt und dem Ussuri-Maulwurf. Die Anzahl der einzelnen Arme der Autosomen (fundamentale Anzahl) liegt zwischen 52 und 60. Es wird angenommen, dass der Karyotyp der japanischen Maulwürfe den eher ursprünglichen Zustand repräsentiert, bei dem verschiedene perizentrische Inversionen zu abweichenden fundamentalen Anzahlen führten. Die Unterschiede zu den reduzierten Chromosomenanzahlen bei den taiwanesischen Formen und dem La-Touche-Maulwurf gehen möglicherweise auf weitere perizentrische und zusätzlich auf Robertson-Translokationen zurück. Die sehr geringe Chromosomenanzahl beim La-Touche-Maulwurf ist der bisher niedrigste Wert, der innerhalb der Maulwürfe festgestellt werden konnte.

## Verbreitung und Lebensraum
Die Ostasiatischen Maulwürfe sind in Ostasien und teilweise auch in Südostasien heimisch. Allein vier Arten kommen auf der japanischen Inselwelt vor. Diese werden durch den Japanischen Maulwurf, den Kleinen Japanischen Maulwurf, den Echigo-Maulwurf und den Sado-Maulwurf (Mogera tokudae) repräsentiert. Das Hauptverbreitungsgebiet ist die Insel Honshū sowie die südlich anschließenden Inseln Kyūshū und Shikoku sowie einzelne kleinere benachbarte Inseln. Während die beiden erstgenannten Arten jeweils ein großes Verbreitungsgebiet einnehmen, ist das der beiden letztgenannten eher klein und räumlich eng begrenzt. Mit einem einzelnen Individuum auf einer der zu den Senkaku-Inseln gehörenden Ryūkyū-Inseln ist der Ryukyu-Maulwurf belegt und kann somit zu den japanischen Vertretern gezählt werden. Zwei weitere Arten sind mit dem Chinesischen Inselmaulwurf und dem Kano-Maulwurf auf Taiwan nachgewiesen, zusätzlich  wird der Chinesische Inselmaulwurf auch für die Insel Hainan angenommen. Der La-Touche-Maulwurf und der Ussuri-Maulwurf sind jeweils auf dem asiatischen Festland anzutreffen. Letzterer tritt vor allem im nordöstlichen China, auf der Koreanischen Halbinsel sowie in der Region Primorje des fernöstlichen Russlands auf, er markiert die Nordgrenze der Verbreitung der  Ostasiatischen Maulwürfe. Weitaus südlicher kommt der La-Touche-Maulwurf im südöstlichen China und im nördlichen Vietnam vor. Hier überschneidet sich das Verbreitungsgebiet der Ostasiatischen Maulwürfe mit dem einiger Vertreter der Südostasiatischen Maulwürfe. Auf Honshū ist zusätzlich noch der Japanische Bergmaulwurf (Oreoscaptor) anwesend.
Vor allem die weit verbreiteten Arten nutzen eine Vielzahl von Lebensräumen, die sowohl Wälder als auch Wiesen, Offenlandgebiete und landwirtschaftliche Nutzflächen einschließen. Sie kommen darüber hinaus vom Flachland bis in Bergregionen vor. In der Regel schließen sich die Verbreitungsgebiete der einzelnen Arten aus, sie treten somit parapatrisch auf. Jedoch besteht auf Honshū, teilweise auch auf Taiwan, regional eine Überschneidung einzelner Lebensräume, in denen der Konkurrenzdruck zwischen den Arten stärker ansteigt.

## Lebensweise
Über die Lebensweise der Ostasiatischen Maulwürfe ist wenig bekannt. Als einigermaßen gut erforscht können lediglich der Japanische Maulwurf und der Kleine Japanische Maulwurf angesehen werden, bedingt auch der Ussuri-Maulwurf. Ähnlich den anderen Vertretern der Eigentlichen Maulwürfe (Talpini) leben die Tiere größtenteils unter der Erde, wo sie ausgedehnte Gangsysteme errichten. Diese bestehen aus Gängen zur Nahrungssuche, die häufig oberflächennah liegen, und aus tieferen Wohnbereichen. Hier befinden sich meist auch größere Kammern mit Nestern aus pflanzlichem Material. Die Gänge und Tunnel werden oberflächig durch Auswurfhügel (Maulwurfshügel) angezeigt, als Indikatoren können bei einigen japanischen Arten auch Pilze aus der Gattung der Fälblinge angesehen werden, die auf nahe gelegenen Latrinen wachsen. Die Nahrung der Ostasiatischen Maulwürfe besteht aus Regenwürmern, Insekten und gelegentlich auch aus kleineren Wirbeltieren. Unter den Regenwürmern ist vor allem die Gattung Pheretima von Bedeutung. Bisher wurden nur beim Japanischen Maulwurf jahreszeitliche Variationen in der Nahrungszusammensetzung dokumentiert, bei denen der hohe Anteil an Regenwürmern im Sommer im Winter deutlich abfiel, während der der Insekten gleichzeitig zunahm. Die Fortpflanzung findet im Frühjahr statt, beim Kleinen Japanischen Maulwurf und beim Ussuri-Maulwurf ist zusätzlich noch eine zweite Paarungsphase im Sommer belegt. Ein Wurf besteht aus insgesamt zwei bis zehn Jungen. Das maximale Lebensalter beträgt vermutlich rund vier Jahre.

## Systematik
Die Ostasiatischen Maulwürfe sind eine Gattung aus der Familie der Maulwürfe (Talpidae) und der Ordnung der Insektenfresser (Eulipotyphla). Sie bilden innerhalb der Maulwürfe gemeinsam mit einigen weiteren Artengruppen vorwiegend eurasischer Herkunft die Tribus der Eigentlichen Maulwürfe (Talpini). Diese stellt die größte Gruppe der Maulwürfe dar. Die Vertreter der Tribus sind mittelgroße bis große Maulwürfe. Ihnen allen ist eine Anpassung an eine grabende Lebensweise zu eigen, die sich unter anderem durch die kurzen und kräftigen Ober- beziehungsweise Unterarme und die großen, schaufelartigen sowie nach außen gedrehten Hände ausdrückt. Die Hände weisen ein Sesambein auf, der sogenannte Präpollex („Vordaumen“), das seitlich ansitzt und die Fläche dadurch vergrößert. Ein weiteres Merkmal ist der kurze Schwanz. Besondere Skelettmerkmale der Eigentlichen Maulwürfe können mit der verknöcherten Symphyse des Schambeins und dem Fehlen eines Zahnwechsels hervorgehoben werden. Molekulargenetischen Analysen machen eine Abspaltung der Eigentlichen Maulwürfe von den anderen Triben der Maulwürfe im Oberen Eozän vor rund 34 bis 36 Millionen Jahren wahrscheinlich. Eine stärkere Diversifizierung der Talpini setzte im Mittleren Miozän vor rund 12 Millionen Jahren ein, während eine Aufteilung der Ostasiatischen Maulwürfe im Oberen Miozän einsetzte. Der nächste Verwandte dürfte in der Gattung Oreoscaptor zu finden sein, die nur den Japanischen Bergmaulwurf enthält. Ursprünglich galt diese noch als zu den Südostasiatischen Maulwürfen (Euroscaptor) gehörig.
Anfang der 2000er Jahre führten Don E. Wilson und DeeAnn M. Reeder insgesamt fünf Arten innerhalb der Ostasiatischen Maulwürfe, von denen vier allein in Japan vorkamen. Einzelne Neubeschreibungen beziehungsweise Revisionen ließen die Anzahl auf gegenwärtig neun Arten ansteigen, bei denen der größere Anteil der neu anerkannten Arten auf das ostasiatische Festland entfällt. Folgende Arten werden unterschieden:
- Echigo-Maulwurf (Mogera etigo Yoshiyuki & Imaizumi, 1991); Japan: westlicher Teil der Insel Honshū (Echigo-Ebenen)
- Kleiner Japanischer Maulwurf (Mogera imaizumii (Kuroda, 1957)); Japan: nördlicher und teilweise südlicher Teil der Insel Honshū
- Chinesischer Inselmaulwurf (Mogera insularis (Swinhoe, 1863)); auf den Inseln Taiwan und Hainan
- Kano-Maulwurf (Mogera kanoana Kawada, Shinohara, Kobayashi, Harada, Oda & Lin, 2007); auf der Insel Taiwan
- La-Touche-Maulwurf (Mogera latouchei Thomas, 1907); südöstliches China und nördliches Vietnam
- Ussuri-Maulwurf (Mogera robusta Nehring, 1891); nordöstliches China, fernöstliches Russland und Koreanische Halbinsel
- Sado-Maulwurf (Mogera tokudae Kuroda, 1940); Japan: auf der Insel Sado
- Ryukyu-Maulwurf oder Senkaku-Maulwurf (Mogera uchidai (Abe, Shiraishi & Arai, 1991)); Japan: auf den Ryūkyū-Inseln
- Japanischer Maulwurf (Mogera wogura (Temminck, 1842)); Japan: südlicher Teil der Insel Honshū und benachbarte Inseln

Je nach Quelle wird der Ussuri-Maulwurf ganz oder teilweise mit dem Japanischen Maulwurf (M. wogura) zusammengefasst. Allerdings verweisen molekulargenetische und karyologische Daten auf eine Trennung der beiden auf Artebene. Der La-Touche-Maulwurf galt lange Zeit als Unterart des Chinesischen Inselmaulwurfs, hier sprechen neben genetischen und karyologischen auch morphologische Daten für die Eigenständigkeit der Form. Der Kano-Maulwurf wurde im Jahr 2007 aufgrund genetischer Befunde vom Chinesischen Inselmaulwurf abgespalten.
Die derzeit anerkannten Arten bilden den molekulargenetischen Daten zufolge zwei Linien aus. In der einen Linie stehen die verschiedenen Formen des ost- und südostasiatischen Festlands und ihm benachbarte Insel, die sich um den Chinesischen Inselmaulwurf gruppieren. Die andere Linie setzt sich aus den überwiegend japanischen Vertretern um den Japanischen Maulwurf zusammen, schließt aber zusätzlich den Ussuri-Maulwurf der nordostasiatischen Gebiete ein. Lediglich für den Ryukyu-Maulwurf liegen derzeit keine genetischen Daten vor, morphologisch ähnelt er dem Chinesischen Inselmaulwurf. Die Aufteilung der beiden Linien fand im Oberen Miozän vor 10 bis 8 Millionen Jahren statt mit einer darauffolgenden jeweiligen weiteren Differenzierung. Zwischen beiden Linien bestehen außerdem deutliche cytogentische Unterschiede. So haben die japanischen Maulwürfe einschließlich des Ussuri-Maulwurfs einen diploiden Chromosomensatz von 2n = 36, die taiwanesischen und die südostasiatisch-festländischen Maulwürfe von 2n = 30 bis 32. Daher wurde vorgeschlagen, beide Linien auf subgenerischer Ebene zu trennen. Die japanischen Maulwürfe und der Ussuri-Maulwurf würden dadurch der Untergattung Mogera angehören, die übrigen Formen der Untergattung Mogerula. Für die Besiedlungsgeschichte der japanischen Inseln wird ein teils komplexes Szenario angenommen. Vermutlich wanderten die Ostasiatischen Maulwürfe über eine Rute via der Koreanischen Halbinsel ein. Mit dieser waren die japanischen Inseln während der Vereisungsphasen des Pleistozäns durch Meereswassertiefstände stärker verbunden. Mehrere Landbrückenstadien sind im Verlauf des Alt- und Mittelpleistozäns belegt. Während dieser könnten die japanischen Vertreter in mehreren Wellen von Ostasien aus die Inselwelt erreicht haben. Einer Annahme zufolge besiedelten zuerst die Vorläufer des Sado-Maulwurfs und des Echigo-Maulwurfs die Region, blieben dann aber weitgehend auf einzelne vorgelagerte Inseln und Küstengebiete beschränkt. Die Ahnen des Japanischen Maulwurfs und des Kleinen Japanischen Maulwurfs folgten später und drangen bis in die inneren Gebiete der Inseln vor, wo sie dann auch ihre heutige starke Heterogenität ausbildeten. Eine weitere Annahme, der Ussuri-Maulwurf sei durch eine Rückwanderung japanischer Maulwürfe auf das ostasiatische Festland entstanden, wird teilweise abgelehnt, da dieser eine deutlich geringere genetische Variabilität aufweist.

## Forschungsgeschichte

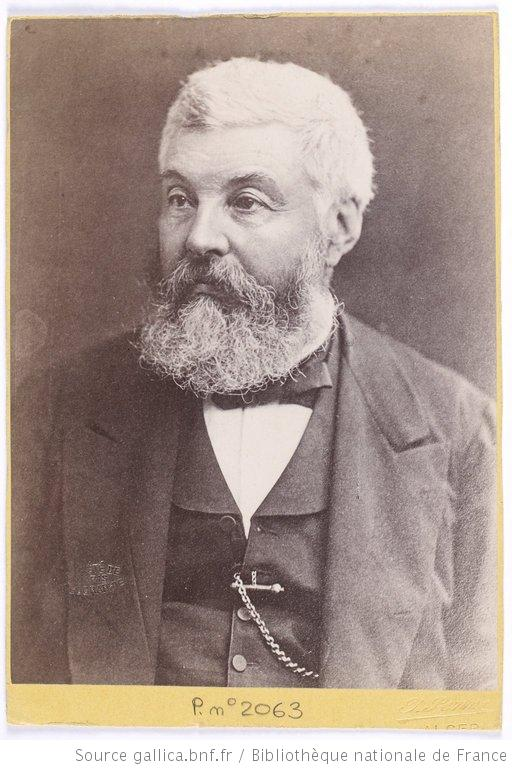
Auguste Pomel

Erstmals wurde im Jahr 1842 mit dem Japanischen Maulwurf ein Vertreter der Ostasiatischen Maulwürfe wissenschaftlich benannt, Coenraad Jacob Temminck, der Erstbeschreiber, führte ihn aber noch unter der Bezeichnung Talpa wogura. Der heute gebräuchliche Gattungsname Mogera wurde dann 1848 von Auguste Pomel erstmals benutzt, in seiner Intension aber als Untergattung von Talpa. Er benannte hierbei noch keine Unterschiede. Allerdings hatte Temminck bereits bei seiner Artbeschreibung herausgestellt, dass der Japanische Maulwurf lediglich über sechs untere schneidezahnartige (incisiviforme) vordere Zähne verfügt, während es bei dem von ihm als Vergleich herangezogenen Europäischen Maulwurf insgesamt acht sind (je drei Schneidezähne und ein Eckzahn pro Kieferseite). Eine generische Differenzierung schlug dann Theodore Gill im Jahr 1875 vor, indem er auf die bestehenden Gebissunterschiede verwies, eine Vorgehensweise, die später von zahlreichen anderen Autoren akzeptiert und übernommen wurde.
Eine recht lebhafte Debatte entspann sich in der wissenschaftlichen Literatur zu der Frage, welcher Zahn im unteren vorderen Gebiss bei den Ostasiatischen Maulwürfen verloren gegangen war. Während Temminck im Jahr 1842 lediglich auf die Ähnlichkeit der drei beziehungsweise vier unteren vorderen Zähne pro Kieferhälfte verwiesen hatte (bei den meisten Eigentlichen Maulwürfen ist der untere Eckzahn incisiviform, ähnelt also äußerlich den Schneidezähnen), gab Richard Owen nur wenige Jahre später in seiner Odontography an, dass bei den Ostasiatischen Maulwürfen der untere Eckzahn fehlte und demnach drei Schneidezähne bestünden. Eine ähnliche Auffassung vertraten darauf folgend auch George Edward Dobson im Jahr 1883 und Alphonse Milne-Edwards im Jahr 1884. Gill selbst hingegen hatte 1875 dem gegenüber die Position vertreten, dass die Ostasiatischen Maulwürfe zwei untere Schneidezähne und einen Eckzahn besitzen, was wiederum von Oldfield Thomas im Jahr 1881 geteilt wurde. Ernst Schwarz verwies im Jahr 1948 auf die etwas unterschiedliche Gestaltung des unteren Eckzahns bei den Eurasischen Maulwürfen. Bei diesen entspricht der Eckzahn funktionell den drei vorderen Schneidezähnen, weist aber einen rundlicheren Querschnitt auf oder ist seitlich gepresst und nicht wie die Schneidezähne vorn und hinten verschmälert. Diese Konfiguration findet sich auch bei dem letzten incisiviformen Zahn der Ostasiatischen Maulwürfe, so dass dieser nach Schwarz’ Meinung einem Eckzahn entspricht (trotz der längeren Ausführung gab Schwarz die Zahnformel der Ostasiatischen Maulwürfe mit drei Schneidezähnen und fehlendem Eckzahn im Unterkiefer an). Die unterschiedlichen Ansichten spiegeln sich auch heute noch wider, da von den verschiedenen Wissenschaftlern die Zahnformel der Ostasiatischen Maulwürfe entweder mit drei unteren Schneidezähnen oder mit zwei unteren Schneidezähnen und einem Eckzahn benannt wird. Vor allem japanische Wissenschaftler tendieren zu letzterem.
Die teils starken Variationen in der Zahnanzahl bei den Eigentlichen Maulwürfen, hervorgerufen unter anderem durch die deutliche Oligodontie bei einzelnen Arten, bewogen Schwarz ebenfalls im Jahr 1948, alle ost- und südostasiatischen Formen in den Eurasischen Maulwürfen unter der Gattung Talpa zu vereinen. Während er aber für den westeurasischen Bereich, also dem klassischen Verbreitungsgebiet der Eurasischen Maulwürfe, noch mehrere Arten ausdifferenzierte, versammelte er alle Vertreter des ost- und südostasiatischen Raumes in einer Art. Dieser gab er die Bezeichnung Talpa micrura; das Artepitheton bezieht sich heute auf den Himalaya-Maulwurf (Euroscaptor micrurus) aus der Gattung der Südostasiatischen Maulwürfe. Diese unterteilte er wiederum in mehrere Unterarten. Für die Ostasiatischen Maulwürfe wies er dadurch sechs Unterarten aus, von denen aber mehrere heute als Synonymformen aufgefasst werden. Das Konzept fand teils großen Anklang und wurde in der Folgezeit vielfach übernommen. Spätestens in den 1960er Jahren hoben dies aber zumindest japanische Wissenschaftler für die Ostasiatischen Maulwürfe wieder auf und führten diese unter der Gattungsbezeichnung Mogera. Für die anderen asiatischen Formen dauerte dies noch bis teilweise in die 1980er und 1990er Jahre hinein.

## Stammesgeschichte
Der Fossilbericht zu den Ostasiatischen Maulwürfen ist bisher äußerst spärlich. Fast alle Funde wurden aus Japan vermeldet. An einigen Fundstellen können eine kleinere und eine größere Form unterschieden werden. Die ältesten Fossilreste gehören wahrscheinlich dem jüngeren Mittelpleistozän mit Alterswerten um 190.000 bis 180.000 Jahre vor heute. Sie wurden in der Ikumo-Höhle in der Präfektur Yamaguchi im äußersten Süden Honshūs entdeckt, eine reichhaltige Lagerstätte mit umfangreichem Faunenmaterial bestehend aus Insektenfressern, Nagetieren, Raubtieren und verschiedenen Huftieren. In regionaler Nähe liegen die Ubi-Kosan-Steinbrüche, aus denen ebenfalls Reste von Ostasiatischen Maulwürfen stammen und die ein vergleichbares Alter besitzen dürften. Einige weitere Funde werden in das ausgehende Oberpleistozän gestellt und sind somit zumeist jünger als 30.000 Jahre. Hier sind vor allem die Steinbrüche von Aisawa in der Präfektur Tochigi im zentralen Honshū zu nennen. Die Ablagerungen füllen Spalten aus und werden der oberen Kuzuū-Formation zugewiesen. Weitere Fossilien Ostasiatischer Maulwürfe kamen im Suse-Steinbruch in der Präfektur Aichi und im Yage-Steinbruch in der Präfektur Shizuoka, beide ebenfalls zentrales Honshū, zu Tage. Von der Insel Kyūshū können einige Funde oberpleistozänen und frühholzänen Alters aus diversen Höhlen des Hirao-dai-Plateaus in der Präfektur Fukuoka angegeben werden.

## Bedrohung und Schutz
Die IUCN erfasst momentan (Stand Februar 2021) insgesamt sieben der neun Arten. Hier gelten der Japanische Maulwurf, der Kleine Japanische Maulwurf, der Ussuri-Maulwurf und der Chinesische Inselmaulwurf als in ihrem Bestand nicht gefährdet. Letzterer schließt in der Auffassung der IUCN aber den La-Touche-Maulwurf mit ein. Der Echigo-Maulwurf, der Sado-Maulwurf und der Ryukyu-Maulwurf gelten hingegen als gefährdet, was teilweise mit den nur kleinen Verbreitungsgebieten zusammenhängt. Für den Ryukyu-Maulwurf ist bisher nur ein einzelnes Individuum belegt, sein Vorkommen auf den Ryūkyū-Inseln ist durch einen Territorialstreit zwischen Japan, China und Taiwan nicht erforschbar. Der Kano-Maulwurf bleibt von der Naturschutzorganisation unberücksichtigt. Mit Ausnahme der als bedroht klassifizierten Arten sind alle anderen in Naturschutzgebieten präsent.